# اتحاد طنجة لكرة السلة
اتحاد طنجة لكرة السلة هو فرع تابع لفريق إتحاد طنجة يمارس في القسم الممتاز لكرة السلة المغربية.

## تاريخ
تأس فرع كرة السلة التابع لفريق إتحاد طنجة سنة 1973 إلى جانب فروع إتحاد طنجة للكرة الطائرة، إتحاد طنجة لكرة اليد…
الفرع يضم فريق رجالي و فريق نسائي و كدا الفآت السنية .

## إنجازات
توج فريق الرجال بثلاث بطولات وطنية :
موسم 1992-1993
موسم 2007 - 2008
موسم 2008 - 2009
و حقق كأس العرش المغربي مرتين
موسم 2005-2006
موسم 2021-2022

## الجمهور
الجمهور الطنجاوي كان عاشقا للرياضة و للفريق من زمان فكان دائما يتنقل لمساندة الفريق .
صورة تنقل جمهور إتحاد طنجة لكرة السلة لمساندة الفريق في نهائي كأس العرش موسم 1992 / 1993 بالرباط:
في سنة 2003 قامت مجموعة غيورة من ابناء المدينة بإنشاء أولتراس طنخير و هي مجموعة أولتراس مشجعة للفريق بجميع فروعه .
في سنة 2007 أنشأت مجموعة أولتراس تحت مسمى أولتراس هيركوليس وهي المستمرة لحد الأن في تشجيع كل فروع الاتحاد.

## كرة السلة في المدينة
تعتبر كرة السلة من أكثر الرياضات الشعبية في المدينة و من الرياضات المدرسية .
```
مورست اللعبة من الجاليات الأوروبية في فترة الانتداب الدولي و كانت هناك عدة فرق تمثل المدينة وكانت تلعب تحث لواء الجامعة الطنجية لكرة السلة مثل:
```

L'as Campeón de Tanger 1942
Deportivo Donald Tanger 1950
Acción Católica 1950
Hasnouna Basket Club 1958
Instituto Ben Abbar 1970
البنك الشعبي لكرة السلة
نهضة طنجة لكرة السلة
قبل أن تختفي هذه الفرق لأسباب متعددة ليبقى إتحاد طنجة هو الممثل الأوحد للمدينة لفترة طويلة.
يعتبر فريق مجد طنجة فريقا جديد العهد في المدينة ولاكنه إستطاع في مواسمه الأولى أن يقدم أذاء محترما و يقف ندا لفرق مرجعية في المغرب و أن يحقق لقب كأس العرش ليكون بهذا غريما لفريق إتحاد طنجة .